# Exocerceis nasuta
Exocerceis nasuta är en kräftdjursart som först beskrevs av Thomas Whitelegge 1902.  Exocerceis nasuta ingår i släktet Exocerceis och familjen klotkräftor. Inga underarter finns listade i Catalogue of Life.